# Weissmies
Weissmies je hora, která se nachází ve švýcarské části Walliských Alp, ve skupině Weissmiesgruppe, kde je se svými 4013 metry (dříve uváděn údaj 4023 m n. m.) nejvyšším vrcholem. Prvovýstup provedli roku 1855 Jakob Christian Häusser a Peter Josef Zurbriggen.

## Výstup
Normální výstupová cesta začíná u konečné stanice lanovky (Hohsaas, 3200 m) vedoucí ze známého horského střediska Saas-Grund a prakticky celá vede po trhlinami rozervaném ledovci. Od horní stanice je nutno počítat se zhruba 3 až 4 hodinami pochodu. Při použití lanovky je výstup na vrchol jednodenní záležitost.
Druhá možná cesta na vrchol vede od jihozápadu z malého střediska Saas-Almagell (1672 m) k chatě Almageller Hütte (2896 m) a dále přes sedlo Zwischbergenpass a JJZ hřeben až na vrchol.
Obě výstupové cesty vyžadují zkušenosti s pohybem ve vysokohorském terénu a patřičné vybavení.

## Galerie

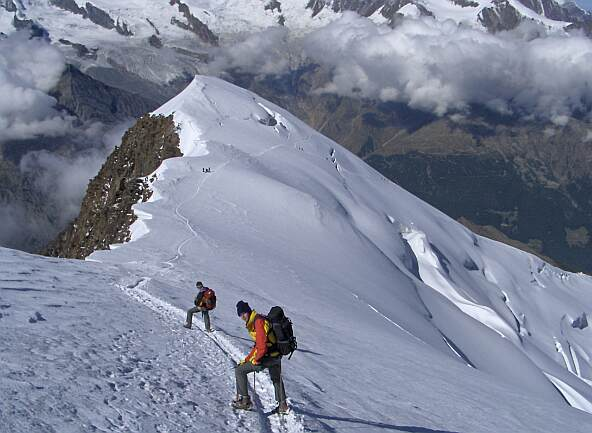
normální výstupová cesta, uprostřed západní vrchol (3820 m)
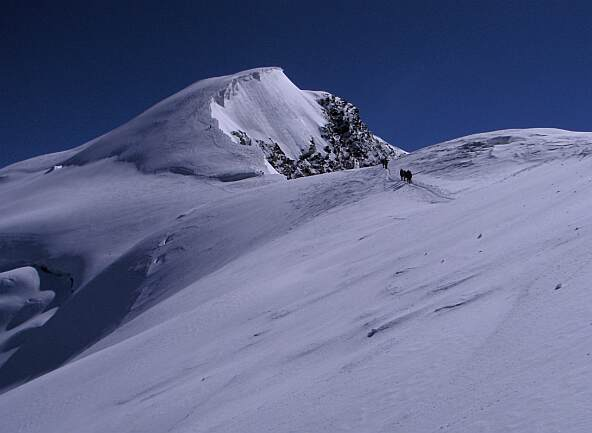
Weissmies – hlavní vrchol (4017 m)
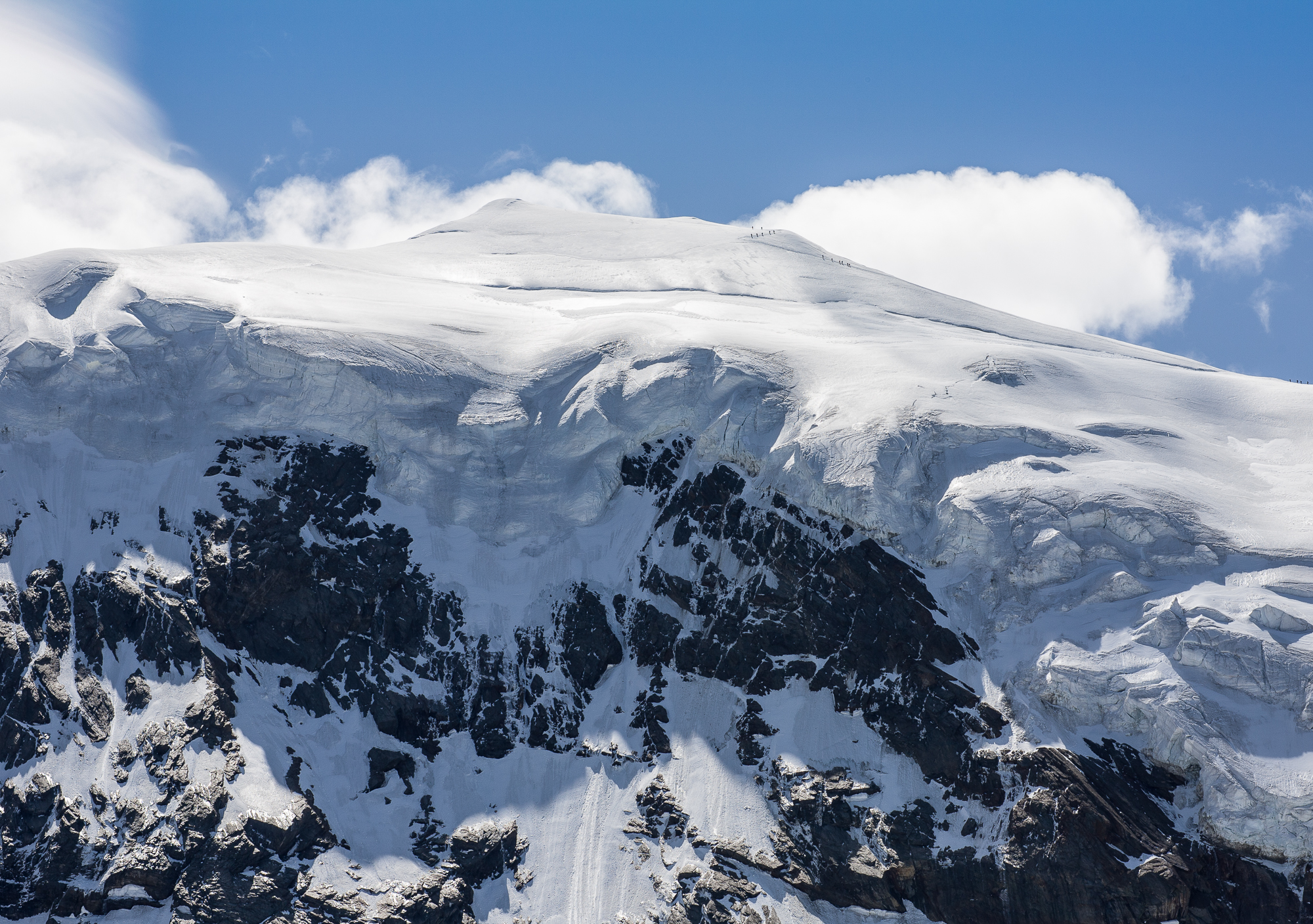
Weissmies – pohled z Hohsaas